# ファビー・アパッチェ
ファビー・アパッチェ（Faby Apache、女性、1980年12月26日 - ）は、メキシコのプロレスラー。メキシコシティ出身。本名はファビオラ・バルブエナ・トーレス。

## 来歴
父であるグラン・アパッチェの下でトレーニングを積み、1998年1月20日、レディ・ベネムのリングネームでデビュー。
1999年3月に来日し姉であるマリー・アパッチェも所属するアルシオン入団。アジャ・コング、吉田万里子の指導を受ける。2001年10月27日にはスカイ・ハイ・オブ・アルシオン王座を獲得。JWPにも参戦した。
2002年に帰国後はAAAで活躍。AAA混合タッグ王座を3度獲得し、2008年にはレイナ・デ・レイナス制覇を果たす。2004年には「ハッスル」にも参戦。私生活ではビリー・ボーイと結婚。
2011年、マリーとともに7年ぶりの再来日を果たし、OZアカデミー、プロレスリングWAVEに参戦する。

## 家系
| グラン・アパッチェ | グラン・アパッチェ | グラン・アパッチェ | グラン・アパッチェ | グラン・アパッチェ | グラン・アパッチェ |  |  |  |  |                      |                      | レディ・アパッチェ   | レディ・アパッチェ   | レディ・アパッチェ     | レディ・アパッチェ   | レディ・アパッチェ | レディ・アパッチェ |                |                |                |                |                |                |  |  |                      |                      |                      |                      |                      |                      |
| グラン・アパッチェ | グラン・アパッチェ | グラン・アパッチェ | グラン・アパッチェ | グラン・アパッチェ | グラン・アパッチェ |  |  |  |  |                      |                      | レディ・アパッチェ   | レディ・アパッチェ   | レディ・アパッチェ     | レディ・アパッチェ   | レディ・アパッチェ | レディ・アパッチェ |                |                |                |                |                |                |  |  |                      |                      |                      |                      |                      |                      |
|                    |                    |                    |                    |                    |                    |  |  |  |  |                      |                      |                      |                      |                        |                      |                    |                    |                |                |                |                |                |                |  |  |                      |                      |                      |                      |                      |                      |
|                    |                    |                    |                    |                    |                    |  |  |  |  |                      |                      |                      |                      |                        |                      |                    |                    |                |                |                |                |                |                |  |  |                      |                      |                      |                      |                      |                      |
| マリー・アパッチェ | マリー・アパッチェ | マリー・アパッチェ | マリー・アパッチェ | マリー・アパッチェ | マリー・アパッチェ |  |  |  |  | ファビー・アパッチェ | ファビー・アパッチェ | ファビー・アパッチェ | ファビー・アパッチェ | ファビー・アパッチェ   | ファビー・アパッチェ |                    |                    | ビリー・ボーイ | ビリー・ボーイ | ビリー・ボーイ | ビリー・ボーイ | ビリー・ボーイ | ビリー・ボーイ |  |  | ベイビー・アパッチェ | ベイビー・アパッチェ | ベイビー・アパッチェ | ベイビー・アパッチェ | ベイビー・アパッチェ | ベイビー・アパッチェ |
| マリー・アパッチェ | マリー・アパッチェ | マリー・アパッチェ | マリー・アパッチェ | マリー・アパッチェ | マリー・アパッチェ |  |  |  |  | ファビー・アパッチェ | ファビー・アパッチェ | ファビー・アパッチェ | ファビー・アパッチェ | ファビー・アパッチェ   | ファビー・アパッチェ |                    |                    | ビリー・ボーイ | ビリー・ボーイ | ビリー・ボーイ | ビリー・ボーイ | ビリー・ボーイ | ビリー・ボーイ |  |  | ベイビー・アパッチェ | ベイビー・アパッチェ | ベイビー・アパッチェ | ベイビー・アパッチェ | ベイビー・アパッチェ | ベイビー・アパッチェ |
|                    |                    |                    |                    |                    |                    |  |  |  |  |                      |                      |                      |                      |                        |                      |                    |                    |                |                |                |                |                |                |  |  |                      |                      |                      |                      |                      |                      |
|                    |                    |                    |                    |                    |                    |  |  |  |  |                      |                      |                      |                      | マルビン・ザ・ベイビー |                      |                    |                    |                |                |                |                |                |                |  |  |                      |                      |                      |                      |                      |                      |

## 得意技
ペディグリー
トルニージョ

## タイトル歴
- AAAレイナ・デ・レイナス王座
- AAA世界混合タッグ王座
- スカイハイ・オブ・アルシオン王座